# Josip Juratovic

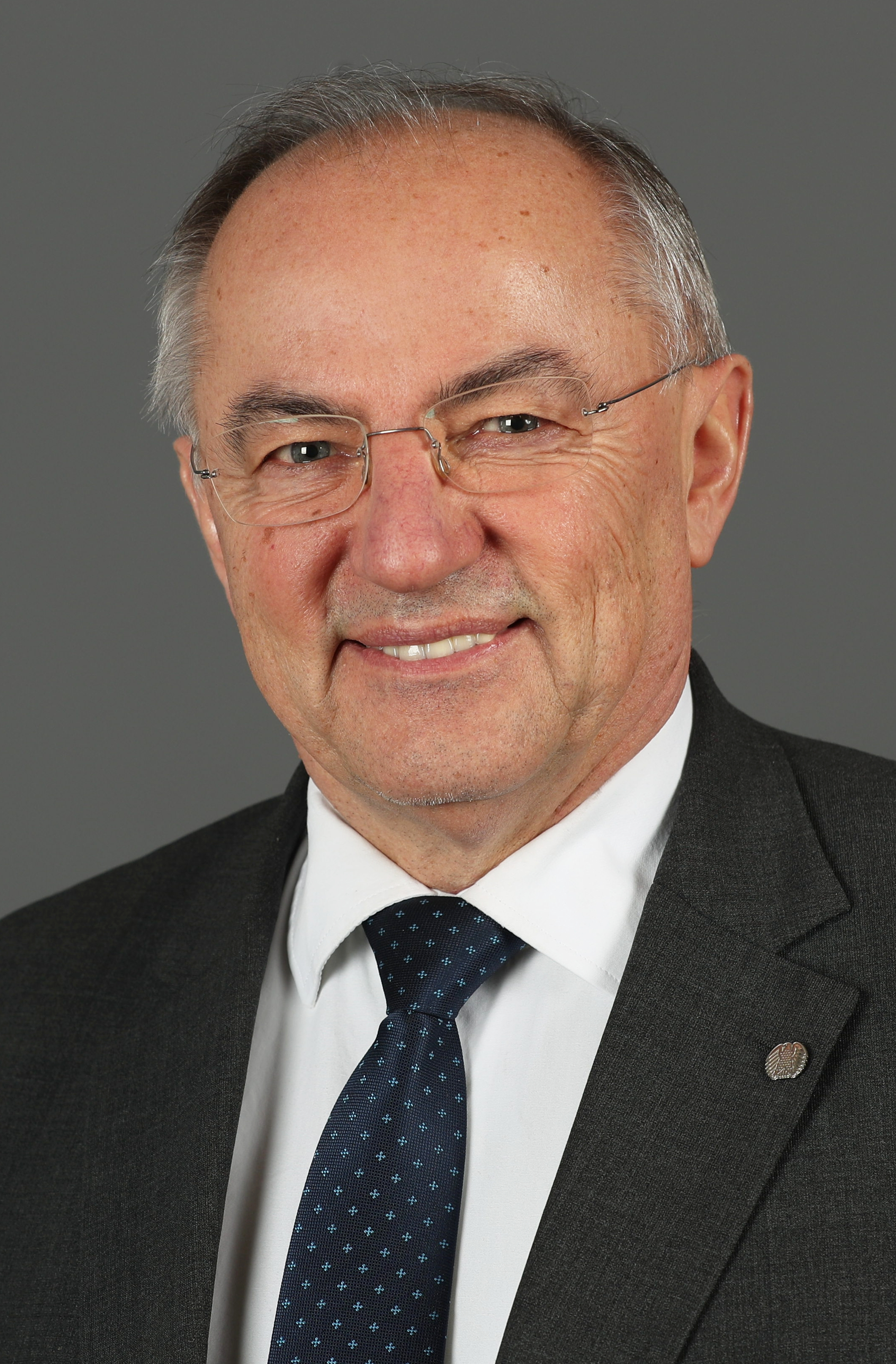
Josip Juratovic (2020)

Josip Juratovic (* 15. Januar 1959 in Koprivnica, Jugoslawien, heute Kroatien) ist ein deutscher Politiker (SPD) und war von 2005 bis 2025 Mitglied des Deutschen Bundestages.

## Leben und Beruf
Josip Juratovic ist kroatischer Abstammung. 1974 folgte er seiner Mutter nach Deutschland. 1976 beendete er die Hauptschule in Gundelsheim und besuchte anschließend bis 1977 die Berufsfachschule Metall in Neckarsulm. Danach absolvierte er bis 1979 eine Lehre zum Automechaniker in Bad Rappenau.
Von 1981 bis 1982 war Juratovic als Kfz-Mechaniker in Mannheim und von 1982 bis 1983 in Bad Friedrichshall beschäftigt. Von 1983 bis 2005 arbeitete er bei der Audi AG in Neckarsulm; zuerst als Fließbandarbeiter, später als Produktprüfer und seit 2000 als freigestellter Betriebsrat.
Josip Juratovic nahm 1998 die deutsche Staatsbürgerschaft an. Er ist römisch-katholisch, verheiratet und hat drei Kinder.

## Gewerkschaftliches Engagement
Juratovic ist seit 1983 Mitglied der IG Metall und seit 1984 Vertrauensmann bei Audi. Seit 1990 wirkt er aktiv am Aufbau von Gewerkschaften in Südosteuropa mit, und seit 1994 fungiert er als Koordinator der bundesweiten Friedensinitiative der ehemaligen Jugoslawen: Novi Most – Neue Brücke. 2000 wurde er bei Audi in Neckarsulm als Betriebsrat gewählt, seit 2001 ist er Vertrauensperson des IG-Metall-Bundesvorstands für die Zusammenarbeit mit den Gewerkschaften in den Nachfolgestaaten des ehemaligen Jugoslawiens.

## SPD
Juratovic ist seit 1982 Mitglied der SPD und gehörte von 1997 bis 2013 dem SPD-Landesvorstand in Baden-Württemberg an.
Am 24. Juni 2005 setzte sich Juratovic mit Unterstützung der IG Metall und der Jusos mit 87 zu 72 Stimmen gegen den GEW-Landesvorsitzenden von Baden-Württemberg, Rainer Dahlem, als SPD-Kandidat im Bundestagswahlkreis Heilbronn durch.

## Abgeordneter
Von 2004 bis 2016 gehörte Juratovic dem Gemeinderat seines Wohnortes Gundelsheim an, von 2009 bis 2011 war er zudem Mitglied des Kreistags des Landkreises Heilbronn.
Von 2005 bis 2025 war er Mitglied des Deutschen Bundestages. Er kandidierte für die SPD 2005, 2009, 2013, 2017 und 2021 im Wahlkreis Heilbronn und zog jeweils über die Landesliste Baden-Württemberg in den Bundestag ein. Im Februar 2018 wurde Juratovic zum Mitglied im erweiterten Fraktionsvorstand der SPD-Bundestagsfraktion gewählt.
Juratovic war im 18. Deutschen Bundestag und im 19. Deutschen Bundestag ordentliches Mitglied des Auswärtigen Ausschusses, sowie stellvertretendes Mitglied im Ausschuss für Inneres und Heimat und im Ausschuss für die Angelegenheiten der Europäischen Union. Für die SPD-Fraktion war er zuständig für die Region Südosteuropa. Juratovic war Obmann des Unterausschusses für Zivile Krisenprävention, Konfliktbearbeitung und vernetztes Handeln. Bis 2021 gehörte er als stellvertretendes Mitglied dem Ausschuss für Inneres und Heimat an. Juratovic war außerdem Mitglied der Bundestagsdelegation in der Parlamentarischen Versammlung des Europarates.
Nach der Bundestagswahl 2021 wurde er von der SPD-Bundestagsfraktion als ordentliches Mitglied in den Ausschuss für Europäische Angelegenheiten sowie als stellvertretendes Mitglied in den Ausschuss für Arbeit und Soziales entsandt.
Darüber hinaus war Juratovic Vorsitzender der Parlamentariergruppe „Südosteuropa“ (Serbien, Bosnien und Herzegowina, Montenegro, Kosovo, Albanien und Nordmazedonien) und war in der 19. Wahlperiode stellvertretender Vorsitzender der Parlamentariergruppe „Nördliche Adria“ (Slowenien und Kroatien) des Deutschen Bundestages.
Von 2014 bis 2018 war er Integrationsbeauftragter der SPD-Bundestagsfraktion.
Bei der Bundestagswahl 2025 kandidierte er nicht erneut.

## Positionen

### Leiharbeit
Juratovic kritisierte den Missbrauch der Leiharbeit, der zu Lohndumping und prekärer Beschäftigung führe. Er setzte sich für „Equal Pay“ ein. Für Leiharbeitnehmer bedeutet dies, dass sie bei gleicher Arbeit am gleichen Ort den gleichen Lohn wie die Stammbelegschaft erhalten. Leiharbeitskräfte sollen auch in Zeiten ohne Arbeitseinsatz weiter im Arbeitsverhältnis stehen und entlohnt werden. Betriebsräte in den Entleihbetrieben sollen wirksame Mitbestimmungsrechte für in ihren Betrieb eingesetzte Leiharbeitskräfte erhalten. Die Maximaldauer von Leiharbeitsverhältnissen soll auf ein Jahr begrenzt sein.

### Werkverträge
Juratovic bekämpfte den systematischen Missbrauch von Werkverträgen und Scheinwerkverträge, die dazu genutzt werden, Mitbestimmungsrechte und Kündigungsfristen zu umgehen und Dumpinglöhne zu bezahlen. Er setzte sich für eine Änderung des Betriebsverfassungsgesetzes ein, damit Betriebsräte beim Einsatz von Werkverträgen beteiligt werden müssen. Besonders in Unternehmen ohne starke Betriebsräte muss eine Kontrolle von Werkverträgen durch die Finanzkontrolle Schwarzarbeit sichergestellt werden.

### Arbeitnehmerfreizügigkeit
Juratovic begrüßte die Arbeitnehmerfreizügigkeit in der EU. Er fordert begleitend einen flächendeckenden Mindestlohn, der die Gefahr des Lohndumpings im Wettbewerb der Arbeitnehmer aus verschiedenen Ländern verhindern würde.

### EU-Beitritt der Balkanstaaten
Juratovic setzte sich für den Beitritt Kroatiens zur Europäischen Union ein. Er sah die Erweiterung der EU in Richtung des westlichen Balkans als Schritt zu mehr Stabilität und Frieden in Südosteuropa und somit als Gewinn für den gesamten Kontinent.

## Mitgliedschaften
Juratovic ist Mitglied des Kuratoriums der Stiftung Schüler Helfen Leben, der Arbeiterwohlfahrt und des Sozialverbandes VdK. Er ist Mitglied der überparteilichen Europa-Union Deutschland, die sich für ein föderales Europa und den europäischen Einigungsprozess einsetzt. Zudem ist er Vorstandsmitglied der Parlamentariergruppe der Europa-Union Deutschland. Juratovic ist Vizepräsident der Südosteuropa-Gesellschaft. In der Region Heilbronn ist er außerdem unterstützendes Mitglied zahlreicher Vereine.

## Auszeichnungen
Juratovic erhielt 2017 in Ljubljana den Titel des „The most visible European politician in the Western Balkans“. Damit wird er vom „International Institute for Middle-East and Balkan studies“ für sein außergewöhnliches Engagement als Außenpolitiker ausgezeichnet. 2018 wurde Juratovic mit dem Friedenspreis Mostar Peace Connection ausgezeichnet. Mit der Ehrung des Zentrums für Frieden und multiethnische Zusammenarbeit in Bosnien-Herzegowina sollen Juratovics kontinuierliche Friedensbemühungen in der Balkan-Region gewürdigt werden. 2014 wurde der Mostar Peace Connection Friedenspreis erstmals verliehen. Seitdem erhielten ihn renommierte Einzelpersonen wie Nelson Mandela, Vaclav Havel und Mohammed El Baradei.